# Radizel
Radizel este o localitate din comuna Hoče - Slivnica, Slovenia, cu o populație de 1.732 de locuitori.